# Communauté de communes du Castelbriantais
La communauté de communes du Castelbriantais est une ancienne intercommunalité française, située dans le département de la Loire-Atlantique (région Pays de la Loire). Elle fut dissoute le 31 décembre 2016.
Elle était membre du Pays de Châteaubriant.

## Histoire
La communauté de communes est née du regroupement de la communauté de communes du Castelbriantais et de la communauté de communes de l'Est castelbriantais.
En 2016, elle décide de fusionner avec la communauté de communes du secteur de Derval afin de créer la Communauté de communes Châteaubriant-Derval qui fut effective le 1er janvier 2017. Cette fusion est officialisée par arrêté préfectoral du 22 décembre 2016.

## Composition
La communauté de communes du Castelbriantais regroupait 19 communes de la région de Châteaubriant, à savoir :
| Nom                       | Code Insee | Gentilé         | Superficie (km2) | Population (dernière pop. légale) | Densité (hab./km2) |
| ------------------------- | ---------- | --------------- | ---------------- | --------------------------------- | ------------------ |
| Châteaubriant (siège)     | 44036      | Castelbriantais | 33,62            | 11 895 (2014)                     | 354                |
| La Chapelle-Glain         | 44031      | Glainois        | 34,50            | 822 (2014)                        | 24                 |
| Erbray                    | 44054      | Erbréens        | 58,18            | 2 943 (2014)                      | 51                 |
| Fercé                     | 44058      | Fercéens        | 22,04            | 502 (2014)                        | 23                 |
| Grand-Auverné             | 44065      | Alvernes        | 34,40            | 792 (2014)                        | 23                 |
| Issé                      | 44075      | Isséens         | 38,66            | 1 869 (2014)                      | 48                 |
| Juigné-des-Moutiers       | 44078      | Juignéens       | 24,65            | 354 (2014)                        | 14                 |
| Louisfert                 | 44085      | Locfériens      | 18,16            | 979 (2014)                        | 54                 |
| La Meilleraye-de-Bretagne | 44095      | Meilleréens     | 27,63            | 1 478 (2014)                      | 53                 |
| Moisdon-la-Rivière        | 44099      | Moisdonnais     | 50,43            | 1 943 (2014)                      | 39                 |
| Noyal-sur-Brutz           | 44112      | Noyalais        | 7,71             | 584 (2014)                        | 76                 |
| Petit-Auverné             | 44121      | Alvernes        | 22,53            | 423 (2014)                        | 19                 |
| Rougé                     | 44146      | Rougéens        | 56,32            | 2 244 (2014)                      | 40                 |
| Ruffigné                  | 44148      | Ruffignolais    | 33,63            | 708 (2014)                        | 21                 |
| Saint-Aubin-des-Châteaux  | 44153      | Aubinois        | 47,56            | 1 726 (2014)                      | 36                 |
| Saint-Julien-de-Vouvantes | 44170      | Vouvantais      | 25,60            | 952 (2014)                        | 37                 |
| Soudan                    | 44199      | Soudanais       | 53,82            | 1 996 (2014)                      | 37                 |
| Soulvache                 | 44200      | Soulvachaises   | 11,27            | 364 (2014)                        | 32                 |
| Villepot                  | 44218      | Villepotais     | 20,59            | 671 (2014)                        | 33                 |

Cette communauté regroupait 33 006 habitants en 2010 (cumul des chiffres de population légale recensés par l'Insee pour chaque commune).